# Immunic Therapeutics
Immunic Therapeutics ist ein US-amerikanisch/deutsches Biotechnologieunternehmen, das orale Therapien zur Behandlung von chronischen Entzündungs- und Autoimmunerkrankungen entwickelt. Dazu gehören Erkrankungen, die das zentrale Nervensystem (ZNS) sowie den Magen-Darm-Trakt betreffen.
Immunic ist an der US-amerikanischen Technologiebörse NASDAQ unter dem Tickersymbol „IMUX“ notiert. Das Listing folgte einer Reverse-Takeover-Transaktion mit Vital Therapies Inc. im Jahr 2019. Nachdem die Aktien zunächst im NASDAQ Capital Market gehandelt wurden, fand im Jahr 2020 eine Umgruppierung in den höchsten der drei NASDAQ Market Tiers, den NASDAQ Global Select Market statt, da das Unternehmen die geltenden Kriterien erfüllte.

## Entwicklungsprogramme
Immunic entwickelt oral verabreichbare niedermolekulare Wirkstoffe zur Behandlung von chronischen Entzündungs- und Autoimmunerkrankungen. Dazu gehören die Programme Vidofludimus-Calcium (IMU-838), IMU-856 und IMU-381.
- Vidofludimus-Calcium (IMU-838): Das niedermolekulare Vidofludimus-Calcium wird als oral verabreichbare Behandlungsoption für Patienten mit Multipler Sklerose (MS) und anderen chronischen Entzündungs- und Autoimmunerkrankungen entwickelt.[4] Vidofludimus-Calcium aktiviert den neuroprotektiven Transkriptionsfaktor Nuclear Receptor Related 1 (Nurr1)[5] und inhibiert das Enzym Dihydroorotat-Dehydrogenase (DHODH)[6].

- IMU-856 ist ein oral verfügbarer niedermolekularer Modulator, der auf das Regulatorprotein Sirtuin 6 (SIRT6) abzielt.[7] IMU-856 erzielte 2023 in einer Phase-1b-Studie den ersten klinischen Wirksamkeitsnachweis („Proof-of-Concept“) in Patienten mit Zöliakie.[7][8] IMU-856 hat in präklinischen und frühen klinischen Tests zudem Effekte hinsichtlich Gewichtsregulierung sowie Glucagon-like Peptide 1 (GLP-1)-Spiegel gezeigt, was auf eine mögliche Anwendung im Bereich Adipositas hinweist.[9]

## Geschichte
Das Unternehmen wurde 2016 in Planegg-Martinsried gegründet. Seit 2019 ist es eine in Delaware, USA, eingetragene Gesellschaft mit Hauptsitz in New York City, NY, USA. Hundertprozentige Tochtergesellschaften sind in Gräfelfing, Deutschland, und Melbourne, Australien, ansässig.
Vidofludimus-Calcium wurde im September 2016 von der 4SC lizenziert. Im März 2021 wurden die ausstehenden Lizenzgebühren (Royalties) beglichen, sodass sich Vidofludimus-Calcium im vollständigen Besitz von Immunic befindet.
IMU-856 wurde ursprünglich von Daiichi Sankyō entwickelt. Im Jahr 2018 schlossen Immunic und Daiichi Sankyō eine Options- und Lizenzvereinbarung ab, die Immunic die exklusiven weltweiten Rechte an einer Reihe verwandter Moleküle, einschließlich IMU-856, gewährt.